# Murray Raney
Murray Raney (Carrollton, 14 ottobre 1885 – 3 marzo 1966) è stato un ingegnere meccanico statunitense, inventore del nichel Raney.